# Amalia Fumagalli Targhini
Amalia Fumagalli Targhini (Milano, 1824 – Roma, 1889) è stata un'attrice teatrale italiana.
Recitò nelle compagnie di Luigi Domeniconi, Luigi Pezzana e Antonio Stacchini; divenuta caratterista, lavorò con Luigi Bellotti Bon.